# Emil Holáň
Emil Holáň (15. října 1917 Bořenovice – 8. září 1991 Kroměříž) byl český a československý politik Československé strany lidové a poúnorový poslanec Národního shromáždění ČSSR a Sněmovny lidu Federálního shromáždění.

## Biografie
Vyučil se klempířem a pracoval u různých zaměstnavatelů. V letech 1941-1977 byl klempířem v továrně na cukrovinky a čokoládu firmy KNEISL, později národní podnik SFINX Holešov-Všetuly. Členem ČSL byl již od roku 1937, významnějších pozic však dosáhl až v 50. letech. Patřil ke spojencům Josefa Plojhara a usiloval o tzv. socializaci vesnice.
Ve volbách roku 1960 byl zvolen za ČSL do Národního shromáždění ČSSR za Jihomoravský kraj. Mandát obhájil ve volbách v roce 1964. V Národním shromáždění zasedal až do konce volebního období parlamentu v roce 1968. K roku 1968 se uvádí profesně jako klempíř-údržbář z obvodu Holešov.
Po federalizaci Československa usedl roku 1969 za lidovce do Sněmovny lidu Federálního shromáždění (volební obvod Holešov), kde setrval do konce volebního období parlamentu, tedy do voleb roku 1971.